# Fabriken Øresund
För andra betydelser, se Öresund (olika betydelser).

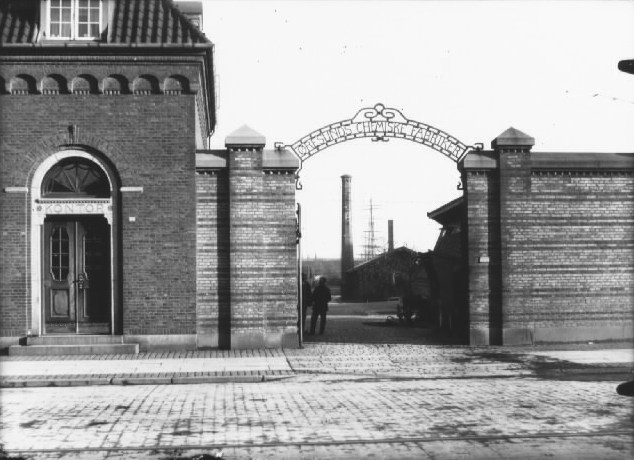
Foto av ingången till fabriken från 1921

Fabriken Øresund med företagsnamnet Øresund's chemiske Fabriker A/S, även kallad Kryolitfabriken och senare Kryolitselskabet Øresund A/S, var en större dansk kemisk industri som fanns på Strandboulevarden 84 på Østerbro i Köpenhamn mellan 1859 och 1990. När fabriken grundades av handelshuset Th. Weber & Co så hette den Kryolitfabriken, men bytte några år senare namn till Øresunds chemiske Fabriker när verksamheten bytte ledning. Namnet  behölls fram till 1940 då den överläts och fick namnet Kryolitselskabet Øresund.
Fabrikens huvudsakliga verksamhet bestod i att producera natriumkarbonat och bearbeta kryolit från en gruva i Ivittuut på Grönland. Produkterna användes vid tillverkning inom aluminium- glas- och emaljindustrin. Gruvan drevs av Kriolit Mine og Handels Selskabet som hade utvinningsmonopol sedan 1864.
Kryolitgruvorna utdömdes 1987 och nya sätt att framställa kryolit på konstgjord väg hade utvecklats, så därför stängde fabriken i Köpenhamn 1990. Slutligen  fusionerades Kryolitselskabet Øresund A/S med Incentive A/S som gick i konkurs 2004. Tomten där fabriken funnits röjdes för utveckling och ett affärskomplex byggdes på den östra halvan av platsen 1992–1994, som i dag bland annat huserar SKAT, Danmarks skattemyndighet. Den västra halvan av tomten bebyggdes först 2001 då bostadsområdet Charlottehaven påbörjades.